# Cotta’sche Villa

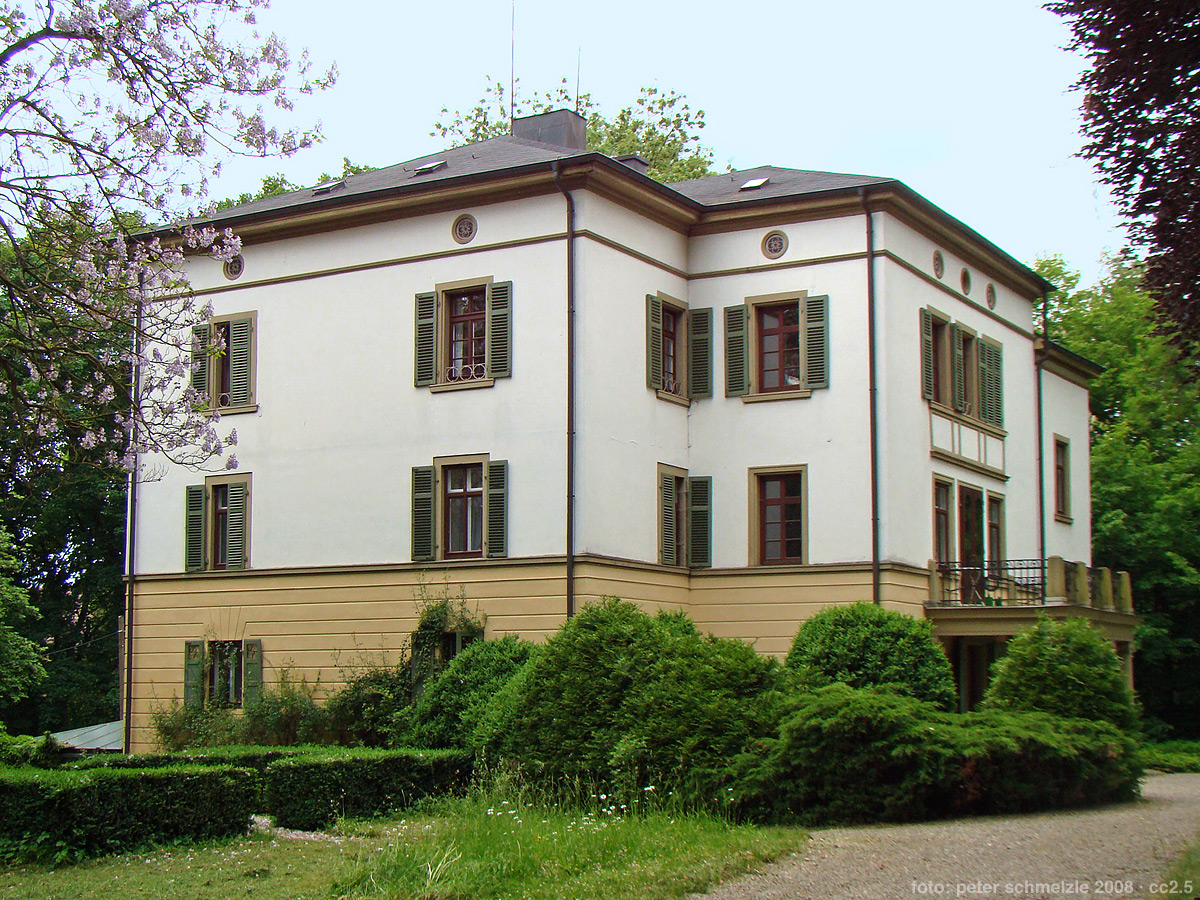
Cotta’sche Villa, Hipfelhof

Die Cotta’sche Villa im Hipfelhof bei Heilbronn-Frankenbach wurde im Jahre 1855 von der Verleger- und Freiherrenfamilie von Cotta errichtet, die von 1812 bis 1959 im Besitz des gesamten außerhalb von Frankenbach gelegenen Hofguts war. Das Gebäude wurde 1865 und 1875 erweitert. Die Villa gilt als Kulturdenkmal.

## Beschreibung
Die dreigeschossige Villa am Hipfelhof 6 ist ein Putzbau. Ein Mittelrisalit gliedert die Fassade, wobei der Risalit um die Größe einer Fensterachse weit vortritt. Der Risalit beherbergt gleichzeitig den Haupteingang, wobei dieser von einem Balkonvorbau auf antikisierenden Pfeilern, überdacht wird. Das Gebäude schließt nach oben mit einem Mezzaningeschoss bzw. Kniestock mit flachem Walmdach ab. Die Villa hat eine originale Innenausstattung mit Deckenmalereien und Kachelöfen.